# 카니발 코퍼레이션

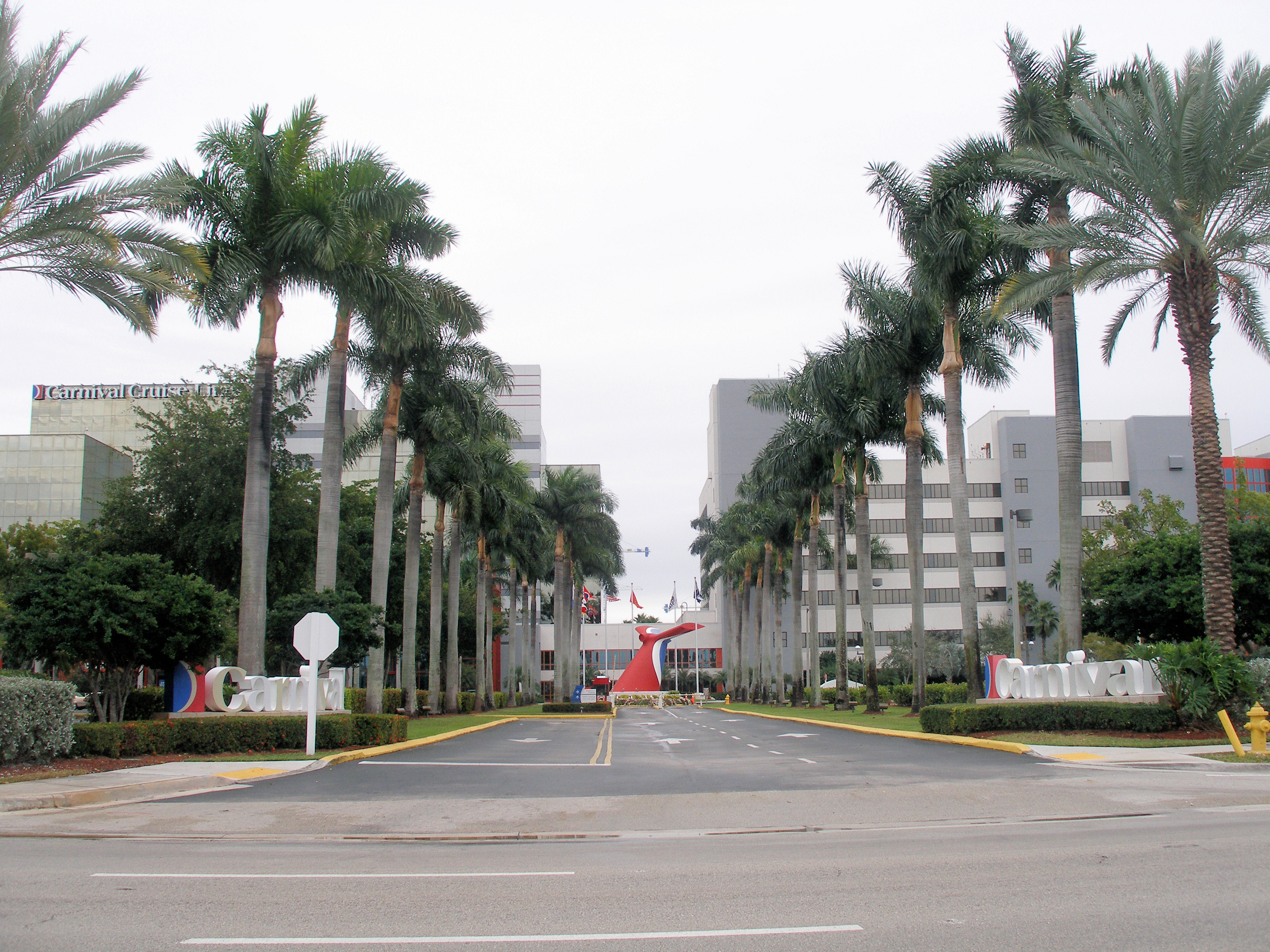

카니발 코퍼레이션(영어: Carnival Corporation & plc)은 크루즈 여객선 운항 회사이다. 뉴욕 증권거래소에 상장되어 있고, S&P 500의 구성종목 중 하나이다.

## 개요
20개 이상의 크루즈 브랜드가 있다. 여러 선박 회사를 차례로 산하에 인수하여 현재처럼 성장했다. 회사는 마이애미와 사우샘프턴에 본사를 두고 있다.

## 주요 선박
- 퀸 메리 2
- 퀸 엘리자베스 2
- 다이아몬드 프린세스, 사파이어 프린세스
- 카니발 브리즈 (총 톤수 130,000톤)
- 카니발 콘퀘스트 (총 톤수 110,239톤)
- 카니발 데스티니 (총 톤수 101,353톤)
- 카니발 드림 (총 톤수 128,251톤)
- 카니발 엑스터시 (총 톤수 70,526톤)
- 카니발 일레이션 (총 톤수 70,390톤)
- 카니발 판타지 (총 톤수 70,367톤)
- 카니발 프리덤 (총 톤수 110,320톤)
- 카니발 글로리 (총 톤수 110,239톤)
- 카니발 이매지네이션 (총 톤수 70,367톤)
- 카니발 인스피레이션(총 톤수 70,367톤)
- 카니발 레전드 (총 톤수 85,942톤)
- 카니발 리버티 (총 톤수 110,320톤)
- 카니발 매직 (총 톤수 128,048톤)
- 카니발 미라클 (총 톤수 85,942톤)
- 카니발 파라다이스 (총 톤수 70,390톤)
- 카니발 프라이드 (총 톤수 85,920톤)
- 카니발 센세이션 (총 톤수 70,538톤)
- 카니발 스피릿 (총 톤수 85,920톤)
- 카니발 트라이엄프 (총 톤수 101,509톤)
- 카니발 빅토리 (총 톤수 101,509톤)